# 申小雨謀殺案
申小雨（Marrisa Shen）是一名13歲的華裔加拿大女童，她的屍體於2017年7月19日在加拿大不列顛哥倫比亞省本拿比中央公園的一個林區被發現。由於小雨沒有回家，他的家人於是報警稱她失踪，其後警方使用她手機中的GPS裝置在公園內定位她的屍體。皇家加拿大騎警稱這次襲擊似乎是隨機的。幾天后，警方表示根據調查，將此案列為凶殺案處理。卑詩整合兇案調查組（IHIT）有近三百名警員參與調查，並曾對2000人進行調查。然而，在事發後一年多，案件進展依舊甚微。最終在2018年9月7日，皇家加拿大騎警逮捕來敘利亞的28歲難民易卜拉欣·阿里（Ibrahim Ali），他被控一級謀殺罪。2023年12月，阿里的一级谋杀罪名被裁定成立。

## 嫌疑犯
2018年9月7日，皇家加拿大騎警逮捕來敘利亞的28歲難民易卜拉欣·阿里（Ibrahim Ali），他被控一級謀殺罪。警方使用DNA比對技術來識別嫌疑人。2018年9月10日，皇家加拿大騎警綜合兇殺案調查組（IHIT）召開記者會，指阿里於2018年9月7日被捕。指揮官理查森（Donna Richardson）指相信此罪行是隨機，申小雨並不認識嫌犯，但暫時不能確認作案動機。
嫌疑人阿里於2017年4月以難民身份從敘利亞抵達加拿大，時間點就在申小雨被謀殺前幾個月。他現在是加拿大的永久居民，警方說他以前沒有犯罪記錄。 他於9月14日短暫出庭，最初定於2018年10月12日進行審判，但隨後被推遲到2022年1月。2023年12月8日，经陪审团裁定，阿里的一级谋杀罪名成立。

## 政治化

### 反難民情緒
嫌疑人阿里的難民身份引發了人們對杜魯多移民政策的質疑。阿里的出庭受到抗議者到場抗議，呼叫口號要求對來自敘利亞的難民進行「全面安全檢查」，並「讓特魯多承擔責任」。這案件更成為2019年2月本拿比補選期間的一個重要爭論，保守黨議員林寶萊援引申小雨的謀殺案呼籲對移民政策進行改革。

### 杜魯多處理爭議
加拿大總理杜魯多在接受《麥克萊恩雜誌》月刊（Maclean）專訪時，被問到申小雨被敘利亞難民殺害一事，杜魯多拒絕歸咎於難民潮，訪談過程中偶爾露出微笑，被不少人批評欠缺同情心。杜魯多也被批評為雙重標準，一名穆斯林女子報稱自己在多倫多遭途人襲擊時，杜魯多大肆批評，但卻對此案中的難民身分異常低調處理。